# المسابقة العالمية للمهارات

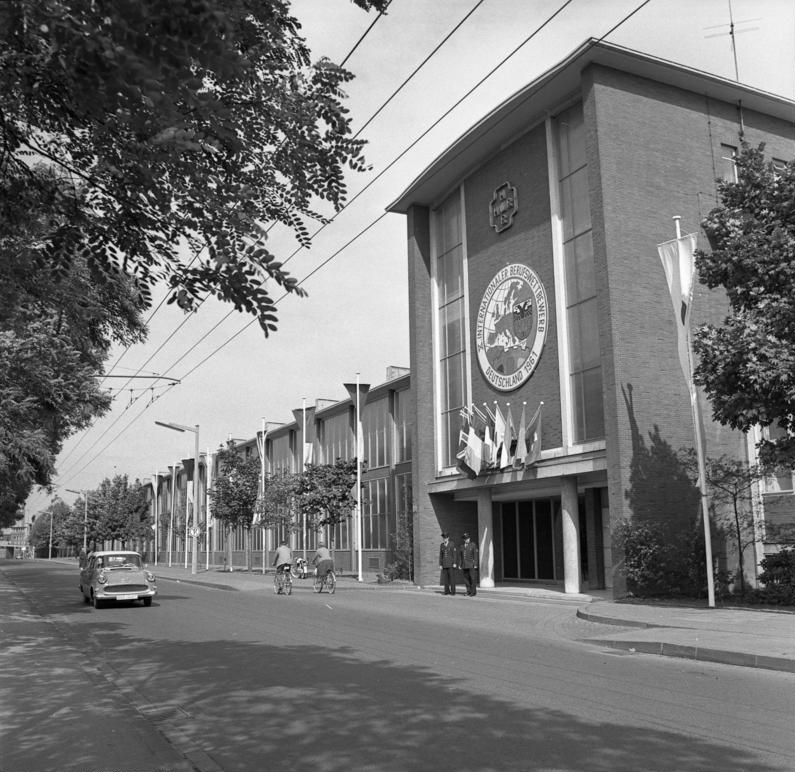

مسابقة المهارات العالمية (بالإنجليزية:  WorldSkills Competition)‏
هي المسابقة العالمية الوحيدة للمهارات و الحرف على شاكلة الألعاب الأولمبية.
تقام هذه الألعاب كل سنتين و يشارك فيها حوالي 700 شاب ، تقل أعمارهم عن 22 سنة. يتبارى الشباب في 12 تخصص في عدة مهارات، منها : الحفظ ، التكنولوجيا، التبريد والتكييف، الحرف، السيارات، الفلاحة، الخدمات و التقنيات المتقدمة وغيرها.

## الأهداف
الهدف من هذه المسابقة هو تشجيع الشباب على ممارسة المهن . و إعطاء نظرة عن حالة مختلف المهن في وقت معين.

## التاريخ
في سنة 1946 قام رئيس اتحاد العمال الإسباني بتنظيم أول مسابقة وطنية للمهن ، حيث لاقت نجاحا كبيرا. و لجعل المسابقة دولية قام بدعوة دول أمريكا اللاتينية للمشاركة في المسابقة التي نظمت سنة 1950 في مدينة مدريد.

### المدن التي نظمت المسابقة
- مدريد (إسبانيا) 1950.
- مدريد (إسبانيا) 1951.
- مدريد (إسبانيا) 1953.
- مدريد (إسبانيا) 1955.
- مدريد (إسبانيا) 1956.
- مدريد (إسبانيا) 1957.
- بروكسل (بلجيكا) 1958.

...